# Воинов, Александр Петрович

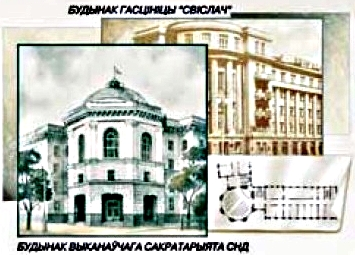
Здание исполнительного секретариата СНГ. Здание гостиницы «Свислочь». Фрагмент художественной конверты Белпочты 2007 года. Художник Николай Рыжий.

Александр Петрович Воинов (3 декабря 1902, Колпино, Санкт-Петербургская губерния — 1 октября 1987) — белорусский архитектор. Член-корреспондент Национальной академии наук Беларуси (1953), академик Академии строительства и архитектуры СССР (1956—1964), член-корреспондент Академии архитектуры СССР (1950—1955). Профессор (1951). Заслуженный деятель искусств БССР (1940), заслуженный строитель БССР (1962).

## Биография
Окончил Московский высший художественно-технический институт в 1929 году. В 1930—1941 годах работал в Минске: архитектор Белжилсоюза, заведующий сектора в белорусских филиалах Гипрогора РСФСР, директор Белгоспроекта, руководитель архитектурной мастерской. 
В 1941—1949 годах председатель правления Союза архитекторов БССР. 
С 1943 года начальник Управления по делам архитектуры при СНК БССР, с 1945 года руководитель архитектурной мастерской в Белгоспроекте. 
С 1948 года заведующий кафедрой архитектуры, с 1973 года профессор-консультант Белорусского политехнического института.

## Произведения
Основные работы посвящены теории и практике архитектуры. Автор 23 конкурсных проектов и 70 проектов крупных архитектурных сооружений. 
Среди авторских работ жилые дома на улице Московской, гостиница «Белорусь» в Минске (с 1987 года — «Свислочь», c 2008 года здании расположена гостиница «Crowne Plaza»), в авторском коллективе — здание Дворца Советов и памятник В. И. Ленину в Москве, Дворец пионеров и школьников (ныне Национальный центр творчества детей и молодежи), Институт физкультуры, Театр юного зрителя, здания ЦК КПБ (теперь резиденция Президента Республики Беларусь) и обкома КПБ (ныне Исполнительный секретариат СНГ) в Минске, гостиница «Днепровская» в Могилёве и другие.

## Награды
- Государственная премия БССР (1968) за участие в проектировании и застройке проспекта Ленина (сейчас проспект Независимости) в Минске.
- Награждён орденами Октябрьской Революции (1972, 1982), Трудового Красного Знамени (1944, 1949, 1958), Дружбы народов (1982), медалями.

### Основные работы
- Основные черты в развитии зодчества Белоруссии / А. П. Воинов. — Минск, 1955. — 46 с.
- Архитектура и градостроительство Советской Белоруссии / А. П. Воинов. — Минск: Издательство Академии наук БССР, 1957. — 195 с. (в соавторстве).
- Советская архитектура и градостроительство / А. П. Воинов. — Минск, 1958. — 46 с.
- Минск: послевоенный опыт реконструкции и развития / А. П. Воинов. — Москва : Стройиздат, 1966. — 179 с. (в соавторстве).
- История архитектуры Белоруссии. В 2-х томах. Том 2 (Советский период) / А. П. Воинов. — Минск: Вышэйшая школа, 1987. — 293 с.: ил.

## Память
- Имя Александра Воинова присвоено улице в Минске[2][3] — («улица Алекса́ндра Во́инова»)